# Spaghetti alla puttanesca
Gli spaghetti alla puttanesca sono un primo piatto tipico della cucina napoletana, detto anche semplicemente aulive e chiapparielle (olive e capperi). Sono preparati con un sugo a base di pomodoro, olio d'oliva, aglio, olive nere di Gaeta, capperi, alici, prezzemolo fresco e peperoncino o pepe a piacimento. Dello stesso piatto esiste anche una variante forse laziale che vede a volte l'aggiunta di origano non presente nella versione originale.
Nella preparazione del piatto alcuni le olive le mettono intere, altri preferiscono denocciolarle, quest'ultima pratica, però, rende il sugo più scuro, pur non alterandone il sapore.

## Origini
Le prime testimonianze di una pasta condita con una salsa molto simile a quella della Puttanesca, risalgono agli inizi del XIX secolo, quando il Cavalcanti, nel suo manuale Cucina teorico-pratica, propose alcune ricette di cucina popolare napoletana, tra le quali una "puttanesca" ante litteram, definendola "Vermicelli all'oglio con olive capperi ed alici salse".
Dopo alcune sporadiche apparizioni in altri ricettari di cucina napoletana, nel 1931 la Guida gastronomica d'Italia, edita dal T.C.I., la elenca tra le specialità gastronomiche della Campania, definendola "Maccheroni alla marinara", anche se la ricetta proposta è indubbiamente quella della moderna puttanesca. Si tratta dunque di uno dei molti casi nei quali il nome con cui è nota oggi la preparazione è successivo alla comparsa della stessa. Infatti a Napoli, nel linguaggio comune, questo particolare condimento per la pasta è noto semplicemente come aulive e cchiapparielle.
Il primo riferimento esplicito agli "spaghetti alla puttanesca" è quello di Raffaele La Capria nel romanzo Ferito a morte (1961), in cui si menzionano gli "spaghetti alla puttanesca come li fanno a Siracusa".

## Etimologia
Sul singolare nome esistono varie possibili interpretazioni. Arthur Schwartz riporta quanto segue circa questo piatto:
Altri sostengono che l'origine del nome sia da attribuire alla fantasia di una ragazza di vita, Yvette la Francese, che s'ispirò alle proprie origini provenzali. Yvette, probabilmente, non era dotata solo di fantasia, ma anche di senso dell'umorismo e di un'ironia alquanto caustica, che forse sfruttò per celebrare, attraverso il nome di questo piatto, la professione più antica del mondo. ...»
Jeanne Caròla Francesconi riporta invece una versione diversa:
Colucci, che viveva per gli amici, d'estate abitava a Punta Molino - in quel tempo uno degli angoli più pittoreschi di Ischia - in una rustica e minuscola costruzione; camera con cucinino e un terrazzo in mezzo al quale si innalzava un albero di ulivo. Oltre ai consueti più intimi amici, sfilavano sulla sua terrazza le più svariate personalità italiane e straniere. E lui, dopo aver offerto come aperitivo un fresco e genuino vinello d'Ischia, improvvisava spesso una cenetta a base di questi maccheroni che erano la sua specialità. ...»
Annarita Cuomo riporta una versione ancora diversa:

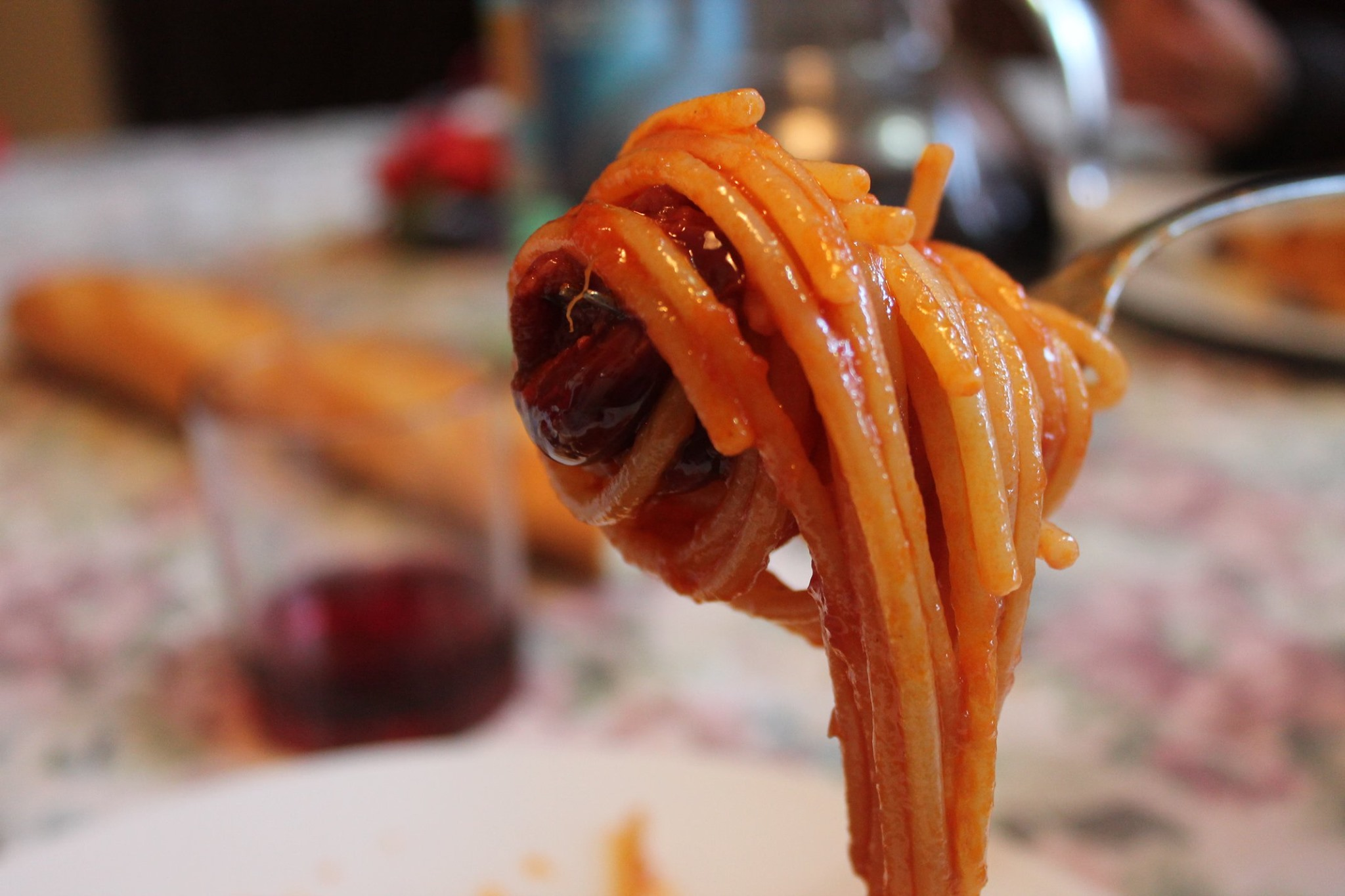
Una forchettata di spaghetti alla puttanesca